# Medetera jugalis
Medetera jugalis är en tvåvingeart som beskrevs av Collin 1941. Medetera jugalis ingår i släktet Medetera och familjen styltflugor. Arten är reproducerande i Sverige. Inga underarter finns listade i Catalogue of Life.